# Zanbrana
Zanbrana (en castellà Zambrana) és un municipi d'Àlaba, de la Quadrilla d'Añana. Està formada pels consells de:
- Berganzo.
- Ocio.
- Portilla.
- Zambrana, que és la capital i principal població del municipi.